# Oscarverleihung 1995
Übersicht aller ausgezeichneten Filme

◄◄ | ◄ | 1991 | 1992 | 1993 | 1994 | Oscarverleihung 1995 | 1996 | 1997 | 1998 | 1999 | ► | ►►

Weitere Ereignisse
| Film                                           | N  | A |
| ---------------------------------------------- | -- | - |
| Forrest Gump                                   | 13 | 6 |
| Bullets Over Broadway                          | 7  | 1 |
| Pulp Fiction                                   | 7  | 1 |
| Die Verurteilten                               | 7  | 0 |
| King George – Ein Königreich für mehr Verstand | 4  | 1 |
| Der König der Löwen                            | 4  | 2 |
| Quiz Show                                      | 4  | 0 |
| Betty und ihre Schwestern                      | 3  | 0 |
| Drei Farben: Rot                               | 3  | 0 |
| Legenden der Leidenschaft                      | 3  | 1 |
| Speed                                          | 3  | 2 |
| Ed Wood                                        | 2  | 2 |
| Interview mit einem Vampir                     | 2  | 0 |
| Das Kartell                                    | 2  | 0 |
| Nobody’s Fool – Auf Dauer unwiderstehlich      | 2  | 0 |
| Tom und Viv                                    | 2  | 0 |
| Vier Hochzeiten und ein Todesfall              | 2  | 0 |

## Moderation
David Letterman führte zum ersten Mal als Moderator durch die Oscarverleihung. Die Präsentatoren der Kandidaten sind bei den jeweiligen Kategorien weiter unten aufgeführt.

## Gewinner und Nominierungen

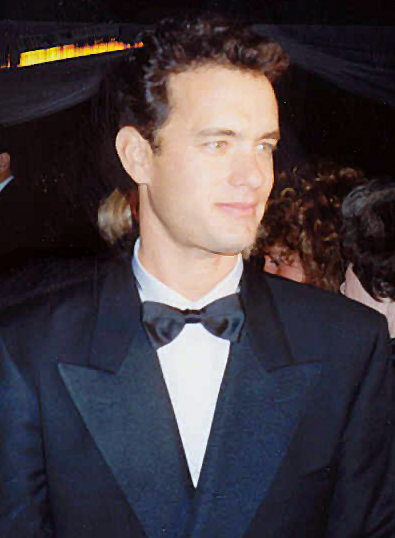
Ausgezeichnet als Bester Hauptdarsteller: Tom Hanks für Forrest Gump.

Die Oscarverleihung 1995 fand am 27. März 1995 im Shrine Auditorium in Los Angeles statt. Es waren die 67th Annual Academy Awards. Im Jahr der Auszeichnung werden immer Filme des vergangenen Jahres ausgezeichnet, in diesem Fall also die Filme des Jahres 1994.

### Bester Film
präsentiert von Robert De Niro und Al Pacino
Forrest Gump – Wendy Finerman, Steve Starkey, Steve Tisch
Pulp Fiction – Lawrence Bender
Quiz Show – Michael Jacobs, Julian Krainin, Michael Nozik, Robert Redford
Die Verurteilten (The Shawshank Redemption) – Niki Marvin
Vier Hochzeiten und ein Todesfall (Four Weddings and a Funeral) – Duncan Kenworthy

### Beste Regie
präsentiert von Steven Spielberg
Robert Zemeckis – Forrest Gump
Woody Allen – Bullets Over Broadway
Krzysztof Kieślowski – Drei Farben: Rot (Trois couleurs: Rouge)
Robert Redford – Quiz Show
Quentin Tarantino – Pulp Fiction

### Bester Hauptdarsteller
präsentiert von Holly Hunter
Tom Hanks – Forrest Gump
Morgan Freeman – Die Verurteilten (The Shawshank Redemption)
Nigel Hawthorne – King George – Ein Königreich für mehr Verstand (The Madness of King George)
Paul Newman – Nobody’s Fool – Auf Dauer unwiderstehlich (Nobody's Fool)
John Travolta – Pulp Fiction

### Beste Hauptdarstellerin
präsentiert von Tom Hanks
Jessica Lange – Operation Blue Sky (Blue Sky)
Jodie Foster – Nell
Miranda Richardson – Tom & Viv
Winona Ryder – Betty und ihre Schwestern (Little Women)
Susan Sarandon – Der Klient (The Client)

### Bester Nebendarsteller
präsentiert von Anna Paquin
Martin Landau – Ed Wood
Samuel L. Jackson – Pulp Fiction
Chazz Palminteri – Bullets Over Broadway
Paul Scofield – Quiz Show
Gary Sinise – Forrest Gump

### Beste Nebendarstellerin
präsentiert von Tommy Lee Jones
Dianne Wiest – Bullets Over Broadway
Rosemary Harris – Tom & Viv
Helen Mirren – King George – Ein Königreich für mehr Verstand (The Madness of King George)
Jennifer Tilly – Bullets Over Broadway
Uma Thurman – Pulp Fiction

### Bestes Originaldrehbuch
präsentiert von Anthony Hopkins
Roger Avary, Quentin Tarantino – Pulp Fiction
Woody Allen, Douglas McGrath – Bullets Over Broadway
Richard Curtis – Vier Hochzeiten und ein Todesfall (Four Weddings and a Funeral)
Peter Jackson, Fran Walsh – Heavenly Creatures
Krzysztof Kieślowski, Krzysztof Piesiewicz – Drei Farben: Rot (Trois couleurs: Rouge)

### Bestes adaptiertes Drehbuch
präsentiert von Anthony Hopkins
Eric Roth – Forrest Gump
Paul Attanasio – Quiz Show
Alan Bennett – King George – Ein Königreich für mehr Verstand (The Madness of King George)
Robert Benton – Nobody’s Fool – Auf Dauer unwiderstehlich (Nobody's Fool)
Frank Darabont – Die Verurteilten (The Shawshank Redemption)

### Beste Kamera
präsentiert von Paul Newman
John Toll – Legenden der Leidenschaft (Legends of the Fall)
Don Burgess – Forrest Gump
Roger Deakins – Die Verurteilten (The Shawshank Redemption)
Owen Roizman – Wyatt Earp – Das Leben einer Legende (Wyatt Earp)
Piotr Sobociński – Drei Farben: Rot (Trois couleurs: Rouge)

### Bestes Szenenbild
präsentiert von Tim Robbins und Susan Sarandon
Ken Adam, Carolyn Scott – King George – Ein Königreich für mehr Verstand (The Madness of King George)
Susan Bode, Santo Loquasto – Bullets Over Broadway
Rick Carter, Nancy Haigh – Forrest Gump
Dorree Cooper, Lilly Kilvert – Legenden der Leidenschaft (Legends of the Fall)
Dante Ferretti, Francesca Lo Schiavo – Interview mit einem Vampir (Interview with the Vampire: The Vampire Chronicles)

### Bestes Kostümdesign
präsentiert von Sharon Stone
Tim Chappel, Lizzy Gardiner – Priscilla – Königin der Wüste (The Adventures of Priscilla, Queen of the Desert)
Colleen Atwood – Betty und ihre Schwestern (Little Women)
Moidele Bickel – Die Bartholomäusnacht (La Reine Margot)
April Ferry – Maverick – Den Colt am Gürtel, ein As im Ärmel (Maverick)
Jeffrey Kurland – Bullets Over Broadway

### Bestes Make-up
präsentiert von Uma Thurman
Rick Baker, Ve Neill, Yolanda Toussieng – Ed Wood
Hallie D’Amore, Judith A. Cory, Daniel C. Striepeke – Forrest Gump
Paul Engelen, Carol Hemming, Daniel Parker – Mary Shelley’s Frankenstein (Frankenstein)

### Beste Filmmusik
präsentiert von Hugh Grant und Andie MacDowell
Hans Zimmer – Der König der Löwen (The Lion King)
Elliot Goldenthal – Interview mit einem Vampir (Interview with the Vampire: The Vampire Chronicles)
Thomas Newman – Betty und ihre Schwestern (Little Women)
Thomas Newman – Die Verurteilten (The Shawshank Redemption)
Alan Silvestri – Forrest Gump

### Bester Song
präsentiert von Sylvester Stallone
„Can You Feel the Love Tonight“ aus Der König der Löwen (The Lion King) – Elton John, Tim Rice
„Circle of Life“ aus Der König der Löwen (The Lion King) – Elton John, Tim Rice
„Hakuna Matata“ aus Der König der Löwen (The Lion King) – Elton John, Tim Rice
„Look What Love Has Done“ aus Junior – James Newton Howard, James Ingram, Carole Bayer Sager, Patty Smyth
„Make Up Your Mind“ aus Schlagzeilen (The Paper) – Randy Newman

### Bester Schnitt
präsentiert von Steve Martin
Arthur Schmidt – Forrest Gump
Richard Francis-Bruce – Die Verurteilten (The Shawshank Redemption)
William Haugse, Steve James, Frederick Marx – Hoop Dreams
Sally Menke – Pulp Fiction
John Wright – Speed

### Beste Tonmischung
präsentiert von Ellen Barkin
Bob Beemer, Gregg Landaker, David MacMillan, Steve Maslow – Speed
Willie D. Burton, Michael Herbick, Robert J. Litt, Elliot Tyson – Die Verurteilten (The Shawshank Redemption)
David E. Campbell, Chris David, Douglas Ganton, Paul Massey – Legenden der Leidenschaft (Legends of the Fall)
Michael Herbick, Donald O. Mitchell, Frank A. Montaño, Art Rochester – Das Kartell (Clear and Present Danger)
Tom Johnson, William B. Kaplan, Dennis S. Sands, Randy Thom – Forrest Gump

### Bester Tonschnitt
präsentiert von Sarah Jessica Parker
Stephen Hunter Flick – Speed
John Leveque, Bruce Stambler – Das Kartell (Clear and Present Danger)
Gloria S. Borders, Randy Thom – Forrest Gump

### Beste Visuelle Effekte
präsentiert von Steven Seagal
Allen Hall, George Murphy, Ken Ralston, Stephen Rosenbaum – Forrest Gump
Tom Bertino, Jon Farhat, Scott Squires, Steve „Spaz“ Williams – Die Maske (The Mask)
John Bruno, Thomas L. Fisher, Pat McClung, Jacques Stroweis – True Lies – Wahre Lügen (True Lies)

### Bester Kurzfilm (Animiert)
Bob’s Birthday – David Fine, Alison Snowden
The Big Story – David Stoten, Tim Watts
The Janitor – Vanessa Schwartz
Der Mönch und der Fisch (Le moine et le poisson) – Michael Dudok de Wit
Triangle – Erica Russell

### Bester Kurzfilm (Live Action)
präsentiert von Tim Allen
Franz Kafka’s It’s a Wonderful Life – Peter Capaldi, Ruth Kenley-Letts

Trevor – Peggy Rajski, Randy Stone
Kangaroo Court – Christine Astin, Sean Astin
On Hope – Michele McGuire, JoBeth Williams
Syrup – Paul Unwin, Nick Vivian

### Bester Dokumentarfilm (Kurzfilm)
präsentiert von Samuel L. Jackson und John Travolta
A Time for Justice – Charles Guggenheim
Blues Highway – Vince DiPersio, Bill Guttentag
89 mm od Europy – Marcel Łoziński
School of the Americas Assassins – Robert Richter
Straight from the Heart – Dee Mosbacher, Frances Reid

### Bester Dokumentarfilm (Langform)
präsentiert von Samuel L. Jackson und John Travolta
Maya Lin: A Strong Clear Vision – Freida Lee Mock, Terry Sanders
D-Day Remembered – Charles Guggenheim
Complaints of a Dutiful Daughter – Deborah Hoffmann
Freedom on My Mind – Connie Field, Marilyn Mulford
A Great Day in Harlem – Jean Bach

### Bester Fremdsprachiger Film
präsentiert von Jeremy Irons
Die Sonne, die uns täuscht (Utomlyonnye solntsem), Russland – Nikita Sergejewitsch Michalkow
Eat Drink Man Woman (Yin shi nan nu), Taiwan – Ang Lee
Erdbeer und Schokolade (Fresa y chocolate), Kuba – Tomás Gutiérrez Alea, Juan Carlos Tabío
Farinelli, Belgien – Gérard Corbiau
Vor dem Regen (Before the Rain), Mazedonien – Milčo Mančevski

## Ehren-Oscars

### Honorary Award
präsentiert von Jack Nicholson
- Michelangelo Antonioni

### Irving G. Thalberg Memorial Award
präsentiert von Arnold Schwarzenegger
- Clint Eastwood

### Medal of Commendation
- John A. Bonner

### Academy Award of Merit
- Petro Vlahos und Paul Vlahos
- Eastman Kodak Company